# Prosencéfalo

Ilustração mostrando a divisão do sistema nervoso em principais partes.

Na anatomia dos vertebrados, prosencéfalo  ou encéfalo frontal  é a parte mais rostral e frontal do cérebro. O prosencéfalo, o mesencéfalo, e o rombencéfalo são as três partes principais do cérebro durante o começo do desenvolvimento do sistema nervoso central. Ele controla a temperatura corporal, as funções reprodutivas, a alimentação, o sono e todas as emoções.
No estágio das cinco cavidades, o prosencéfalo separa-se em diencéfalo (tálamo, hipotálamo, subtálamo, epitálamo e pretécto) e o telencéfalo. O cérebro consiste de córtex cerebral, substância branca subjacente e gânglios da base. Quando o prosencéfalo embrionário não se divide em dois lóbulos no cérebro, resulta-se em uma condição conhecida como holoprosencefalia.